# Berwick-upon-Tweed (borough)
Berwick-upon-Tweed – były dystrykt w hrabstwie Northumberland w Anglii. W 2001 roku dystrykt liczył 25 949 mieszkańców.

## Civil parishes
- Adderstone with Lucker, Akeld, Ancroft, Bamburgh, Beadnell, Belford, Bewick, Bowsden, Branxton, Carham, Chatton, Chillingham, Cornhill-on-Tweed, Doddington, Duddo, Earle, Easington, Ellingham, Ewart, Ford, Holy Island, Horncliffe, Ilderton, Ingram, Kilham, Kirknewton, Kyloe, Lilburn, Lowick, Middleton, Milfield, Norham, North Sunderland, Ord, Roddam, Shoreswood i Wooler[2].